# Pisenus chujoi
Pisenus chujoi is een keversoort uit de familie winterkevers (Tetratomidae). De wetenschappelijke naam van de soort werd in 1960 gepubliceerd door Mutsuo Miyatake.